# دامین تویا
دامین تویا (فرانسوی: Damien Touya‎؛ زادهٔ ۲۳ آوریل ۱۹۷۵) شمشیرباز اهل فرانسه است.
وی همچنین برندهٔ جوایزی همچون لژیون دونور (شوالیه) شده‌است.